# جاك دوهرتي
جاك دوهرتي (بالإنجليزية: Jack Doherty)‏ هو صانع الفخار بريطاني، ولد في 1948 في كوليرين في المملكة المتحدة.